# Mainstockheim
Mainstockheim – miejscowość i gmina w Niemczech, w kraju związkowym Bawaria, w rejencji Dolna Frankonia, w regionie Würzburg, w powiecie Kitzingen, wchodzi w skład wspólnoty administracyjnej Kitzingen. Leży około 5 km na północ od Kitzingen, nad Menem (naprzeciw Albertshofen), przy autostradzie A3.

## Polityka
Wójtem jest Karl-Dieter Fuchs (FW). Rada gminy składa się z 12 członków:
|      | CSU | SPD | FW | Razem |           |
| 2002 | 2   | 4   | 6  | 2     | 12 miejsc |